# ベセスダ (船舶)
USNSベセスダ（USNS Bethesda (T-EMS-1)）は、スピアヘッド級遠征高速輸送艦全体としては17隻目の艦艇であるととに、ベセスダ級遠征医療船の一番艦でアメリカ海軍 軍事海上輸送司令部が運用を予定している。2023年5月15日、アメリカ海軍長官カルロス・デル・トロは、同艦が現在はウォルター・リード国立軍事病院の一部となっている、メリーランド州ベセスダにあるベセスダ海軍病院にちなんで命名されると発表した。同艦は、アメリカ海軍でこの名称を与えられた最初の艦となる。

## 遠征医療船
USNSコーディ (EPF-14)以降、同型艦は EPFフライト2として本来の機能のほとんどを維持したまま、医療サービス能力が強化されることになっている。フライト2型は戦闘指揮官の要請に応じて医療能力を強化できるように設計されており、患者を高レベル施設に移送することなく船内で回復できるようになる。海軍の従来の大型、低速かつ非武装の病院船よりも迅速に、より多くの場所に対応することが可能である。EPFフライト2の設計には、蘇生と手術のための医療施設のアップグレード、V-22オスプレイの飛行運用のサポート強化および11メートル級の複合艇の発進とと回収能力の強化が含まれている。
2023年1月に海軍は、2023年の軍事予算で3隻の遠征医療船（EMS）が承認されたと発表した。これらはT-EMS-1（ベセスダ）、T-EMS-2（バルボア）およびT-EMS-3となる。これらの艦船は、従来のスピアヘッド級が全長103mだったのに対して118mで計画されており、簡便な港湾施設でも運用できるように吃水は4.5mとされている。EMSは4つの手術室と124の病床を備え、急性期治療、急性期隔離、ICU、ICU隔離スペースに分かれている。2隻の11m級複合艇が他船ないし洋上救助した患者を運ぶことができ、飛行甲板は1機のV-22ないしH-53、H-60が発着可能な飛行甲板を備える。ベセスダは2026年12月の納入が予定されている。